# Paul Le Ker
Paul Le Ker, né le 29 octobre 1924 à Fougères et mort le 27 juin 2005 dans la même ville, est un homme politique français.  

## Biographie
Son père, également prénommé Paul, avait ouvert, à la fin du XIXe siècle, une droguerie place d'Armes, à Fougères et il s'est mis à photographier sa ville, sa vie, ses amis. La famille Le Ker a fait donation de 650 plaques photographiques aux Archives municipales de Fougères .

## Mandats électifs
- Député de la 5e circonscription d'Ille-et-Vilaine (1980-1981), à la suite de la nomination de Michel Cointat, dont il était le suppléant, comme ministre